# Gouania corylifolia
Gouania corylifolia là một loài thực vật có hoa trong họ Táo. Loài này được Raddi mô tả khoa học đầu tiên năm 1820.